# Aleksy Wdziękoński
Aleksy Wdziękoński (ur. 13 sierpnia 1892 w Kijowie, zm. 30 stycznia 1946 w Jerozolimie) – polski dyplomata i urzędnik konsularny.

## Życiorys
Posiadał tytuł naukowy kandydata nauk ekonomicznych. W polskiej służbie zagranicznej od 1921; m.in. pełnił funkcję szefa kancelarii w poselstwie w Charkowie (1921–1923), w Ministerstwie Spraw Zagranicznych (1923–1925), attaché w Strasburgu (1925–1926), wicekonsulem w Tyflisie (1926–1929), wicekonsulem w Bytomiu (1929), konsula/kier. konsulatu we Wrocławiu (1929–1932), konsula w Essen (1932–1933), radcą ministra/naczelnikiem wydziału prasowego departamentu politycznego MSZ (1934–), działalnością opiekuńczą nad uchodźcami polskimi w Rumunii, również w strukturach Amerykańskiej Komisji Pomocy Polakom (1939–1940), konsulem generalnym w Jerozolimie (15 czerwca 1943 – 30 stycznia 1946). Od lipca 1945 działał nieoficjalnie, ponieważ Wielka Brytania cofnęła uznanie Rządowi RP na Uchodźstwie.
Zmarł w Jerozolimie. Został pochowany w polskiej kwaterze cmentarza katolickiego na wschodnim zboczu góry Syjon wśród mogił polskich uchodźców wojennych.

## Ordery i odznaczenia
- Krzyż Komandorski Orderu Odrodzenia Polski (1946)
- Krzyż Kawalerski Orderu Odrodzenia Polski (9 listopada 1932)[1]
- Złoty Krzyż Zasługi
- Złoty Wawrzyn Akademicki (5 listopada 1938)[2]
- Medal Dziesięciolecia Odzyskanej Niepodległości
- Krzyż Komandorski z Gwiazdą Orderu Korony Włoch (Włochy)
- Krzyż Komandorski Orderu Korony Rumunii (Rumunia)
- Krzyż Komandorski Order Trzech Gwiazd (Łotwa)
- Krzyż Oficerski Orderu Korony (Belgia)